# Wreys Bush
Wreys Bush (aussi connu sous le nom d’Annandale)  est une localité de la région du Southland située dans l’Île du Sud de la Nouvelle-Zélande.

## Situation
Elle est localisée près de la ville de Winton, à  huit minutes de voiture de la ville de Nightcaps.

## Histoire
Wreys Bush fut dénommée d’après Walter Wrey.
Elle a été initialement connue sous le nom de « Run153 » ou décrite comme un « marécage de la Couronne ».
En juin 1857, Wrey et Herbert Seymour y déplacèrent 2 500 moutons avec le bateau Taranaki à partir de la ville de Nelson jusqu’à l’établissement nommé « Run153 ».
Ceci fut le début de ce qui deviendra la localité de Wreys Bush.
Walter termina la construction d’un bâtiment pour traiter la tourbe et une cabane en chaume (site du futur domaine d’Annandale), et vécu là pendant environ 2 semaines; 
Il mourut dans la ville naissante d’Invercargill.
Le journal Pioneer décrivit Wreys Bush comme un "bush désolé" et "spurs more holey than righteous"(Éperons plus troués que justes). 
William Johnston finit par être propriétaire de Annadale en 1869.
Le site de Wreys Bush était initialement un arrêt réputé pour les cochers, conducteurs de bétail et chercheurs d’or qui séjournaient habituellement dans l’un des différents hôtels de la localité de Wreys Bush ou Annadale, qui en fait était partagée en différentes fermes, qui furent alors la propriété de fermiers irlandais, la plupart d’entre eux étant catholiques.

## Éducation
En 1899, l’école du couvent St Peter's fut ouverte et le fonctionnement fut assurée par les  Soeurs du Mercy
Avant 1899, il y avait aussi une école publique dans Wreys Bush: la « Wreys Bush Public School »; mais après l’ouverture de l’école du convent, l’école publique n’avait plus qu’un élève non catholique: elle n’y eut pas d’autre choix que de fermer.
Il n’est pas connu où se situait cette école publique, toutefois seule persiste le couvent, qui est actuellement utilisé comme domicile particulier, alors que l’école elle-même a disparu.Il y avait une église, mais nous avons très peu d’informations connues.
En 1901, il y avait une population de 289 habitants selon le recensement de cette année-là , et il y avait alors 2 pubs, 2 magasins, un maréchal-ferrant, un bourrelier, un cordonnier et d’autres services.

## Devenir
L’église n’existe plus actuellement mais la maison du prêtre est toujours présente.
L’église fut démolie parce que les gens de Wreys Bush ne voulaient pas qu’elle devienne une grange à foin.
Quand le charbon fut découvert dans Nightcaps, les sœurs ouvrirent une nouvelle école dans cette localité de Nightcaps en 1917 nommée: St Patricks (qui est toujours l’école, qui existe actuellement), et en 1936, l’école St Peter dans Wreys Bush, ferma.
Il y avait aussi un convent dans la ville de Nightcaps; ce convent est maintenant un ‘bed & breakfast’ dans Te Anau.
L’activité de Wreys Bush s’arrêta et la ville fut oubliée à cause de la découverte du charbon.

## Aujour'hui
Aujourd’hui dans Wreys Bush, le « Wreys Bush Pub » est toujours une entreprise connue sous le nom de "The Bush" (l’autre pub est parti) comme le charron, le cordonnier et deux magasins, un ouvrier bourrelier et l’église);  il n’y a donc plus qu’ un club de tir et un garage avec un service pour les voitures.